# RealFlow
RealFlow ist eine Software zur dynamischen Flüssigkeitssimulation in der 3D-Industrie, entwickelt von der spanischen Firma Next Limit Technologies.
Mit der aktuellen Version 2012 ist RealFlow in der Lage Flüssigkeiten, Wasseroberflächen, Interaktionen zwischen festen und flüssigen Objekten und einige andere komplexe Vorgänge zu berechnen.
Die Software benutzt partikelbasierte Simulationen. Die Partikel können durch eine Vielzahl als deamons bezeichnete Nodes beeinflusst werden, zum Beispiel Schwerkraft oder Wind.
Der Funktionsumfang kann durch Python-Scripting und C++-Plug-ins erweitert werden.

## Verwendung von RealFlow
Filme
- Watchmen – Die Wächter
- Sweeney Todd – Der teuflische Barbier aus der Fleet Street
- 300
- Primeval
- Poseidon
- The Guardian
- Constantine
- The Matrix Reloaded
- Die Liga der außergewöhnlichen Gentlemen
- Spy Kids 3D
- Der Herr der Ringe – Die Rückkehr des Königs
- Minority Report
- Ice Age
- Tomb Raider
- Looper

Fernsehserien
- Lost
- CSI: Vegas
- Get Ed
- Rom

Werbung
- Coca-Cola
- Nickelodeon
- Mercedes
- Sony Ericsson
- Renault Laguna
- Nescafé Nespresso
- Guinness
- Heineken
- Gatorade
- Carlsberg
- Martini
- BMW

## Systemanforderungen
Windows
- Windows XP Professional
- Windows Vista/ 7
- Windows Server 2008

Mac OS X
- ab Mac OS 10.5

Linux
- benötigt eine 64-Bit Distribution mit Unterstützung vom Kernel 2.6.x und glibc 2.5